# Kish Stock Exchange
Die Kish Stock Exchange (KSE) ist eine Ende 2010 gegründete Ölbörse auf der iranischen Freihandelszone Kish.

## Geschichte
Es gab mehrmals Pläne, eine fünfte, reguläre internationale Wertpapierbörse (Neben der Tehran Stock Exchange, Iran Fara Bourse, Iran Energy Exchange and Iran Mercantile Exchange) auf Kish zu errichten.